# Ибенге, Флоран
Жан-Флоран Икванге Ибенге (фр. Jean-Florent Ikwange Ibengé; род. 4 декабря 1961, Киншаса) — конголезский футболист и футбольный тренер, выступавший на позиции защитника.

## Карьера

### Клубная карьера
Во взрослом футболе дебютировал в 1979 году в немецком клубе «Теннис Боруссия Берлин», а с 1985 года играл за французский клуб «Эксельсиор» (Рубе)».
В 1993 году присоединился к клубу «Булонь». Завершил карьеру футболиста в 2003 году в клубе «Васкеаль», за который выступал с 1998 года.

### Тренерская карьера
Свою тренерскую карьеру Ибенге начал во Франции, возглавляя клубы «Васкеаль» и «Дуэ».
С апреля по май 2012 года он возглавлял тренерский штаб китайского клуба «Шанхай Шэньхуа», а с февраля 2014 года тренировал конголезскую команду «Вита». В августе 2014 года он стал главным тренером сборной ДР Конго, совмещая эту должность с работой в команде «Вита». В феврале 2016 года под его руководством сборная победила на чемпионате африканских наций. В августе 2019 года Ибенге покинул сборную, сосредоточившись на работе с «Витой».
В июле 2021 года он стал тренировать марокканский клуб «Ренессанс Беркан», а с июля 2022 года возглавляет суданский «Аль-Хиляль» (Омдурман), с которым в ноябре того же года выиграл Кубок Судана .
После начала гражданской войны в 2023 году Ибенге высказал надежду на создание базового лагеря для игроков клуба в Каире. В апреле 2023 года Ибенге с семьёй бежали во Францию.

## Достижения

### В качестве тренера
«Вита»
- Чемпион ДР Конго: 2014/15, 2017/18[8], 2020/21[9]
- Обладатель Суперкубка ДР Конго[англ.]: 2015[10]

«Ренессанс Беркан»
- Обладатель Кубка Конфедерации КАФ: 2021/22[11]

«Аль-Хиляль» (Омдурман)
- Обладатель Кубка Судана: 2021/22